# ジョン・ニーダム

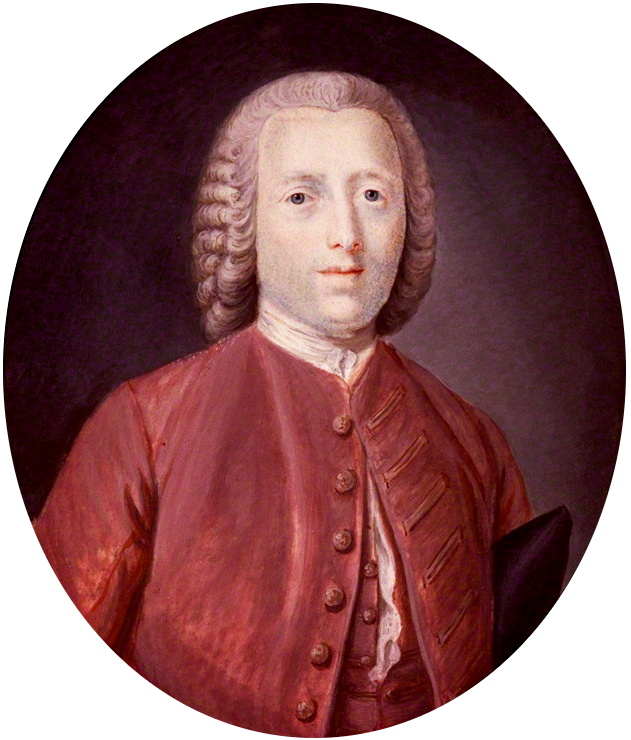
John Turberville Needham

ジョン・ニーダム（John Turberville Needham、1713年9月10日 - 1781年12月30日）は、イギリスの生物学者、カトリックの司祭である。
神学校で自然科学を学び、地質学に関する論文を書き、花粉の仕組みを論じたことで、植物学者として認められた。
微生物の発生についての実験を行い、微生物が自然発生すると主張したことで知られる。マトンのスープをガラス瓶にいれてコルクで栓をした後加熱し、冷ました後、数日たってからスープを調べると多くの微生物が発生していたことから微生物が自然発生したと主張した。イタリアのラザロ・スパランツァーニが再実験したところ、十分に長い時間をかけて加熱し、コルクを使わずガラスの口を溶かして密閉したものからは微生物の発生が認められなかった。ニーダムの実験はフランス啓蒙哲学者ドルバック男爵の「自然の体系」に引用された。
しばしばニーダムはアイルランドのイエズス会士であると言われることがあるが、ニーダムの自然発生説に反対するヴォルテールの作った伝説である。1747年にカトリック司祭として初めて王立協会の会員に選ばれた。